# Canton de Millery
Le canton de Millery est l'assemblage de 8 communes (Millery, Grigny, Vernaison, Charly, Vourles, Orliénas, Taluyers et Montagny) pendant la période révolutionnaire.
Le canton se forme à la suite des décrets de l'Assemblée nationale du 12 décembre 1789 (voire lettre aux électeurs des commissaires du Roi) et est dissout le 21 avril 1799 (21 floréal de l'an VIII).

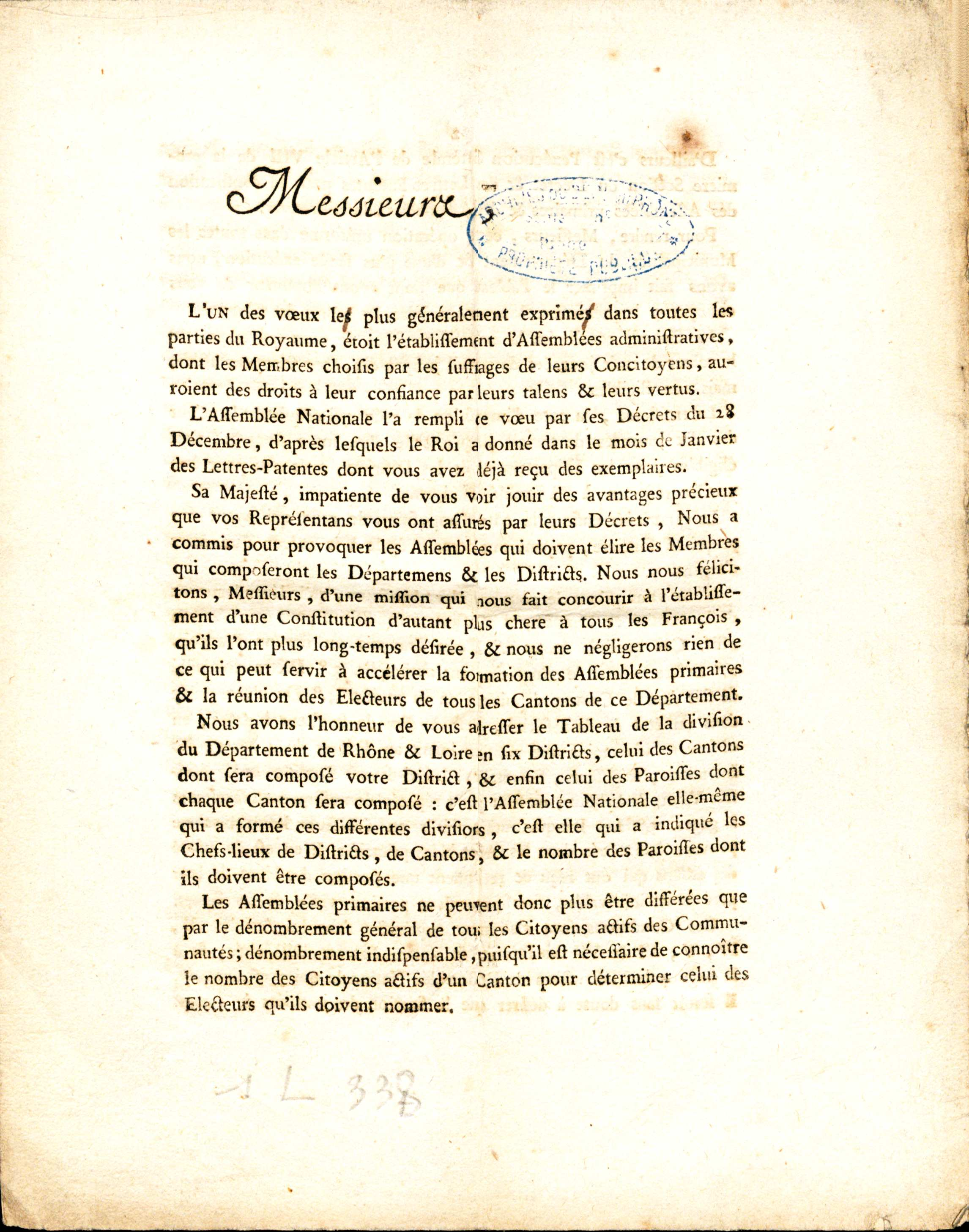
Archive départementales du Rhône 1L335 (pièce 1L338) - première partie
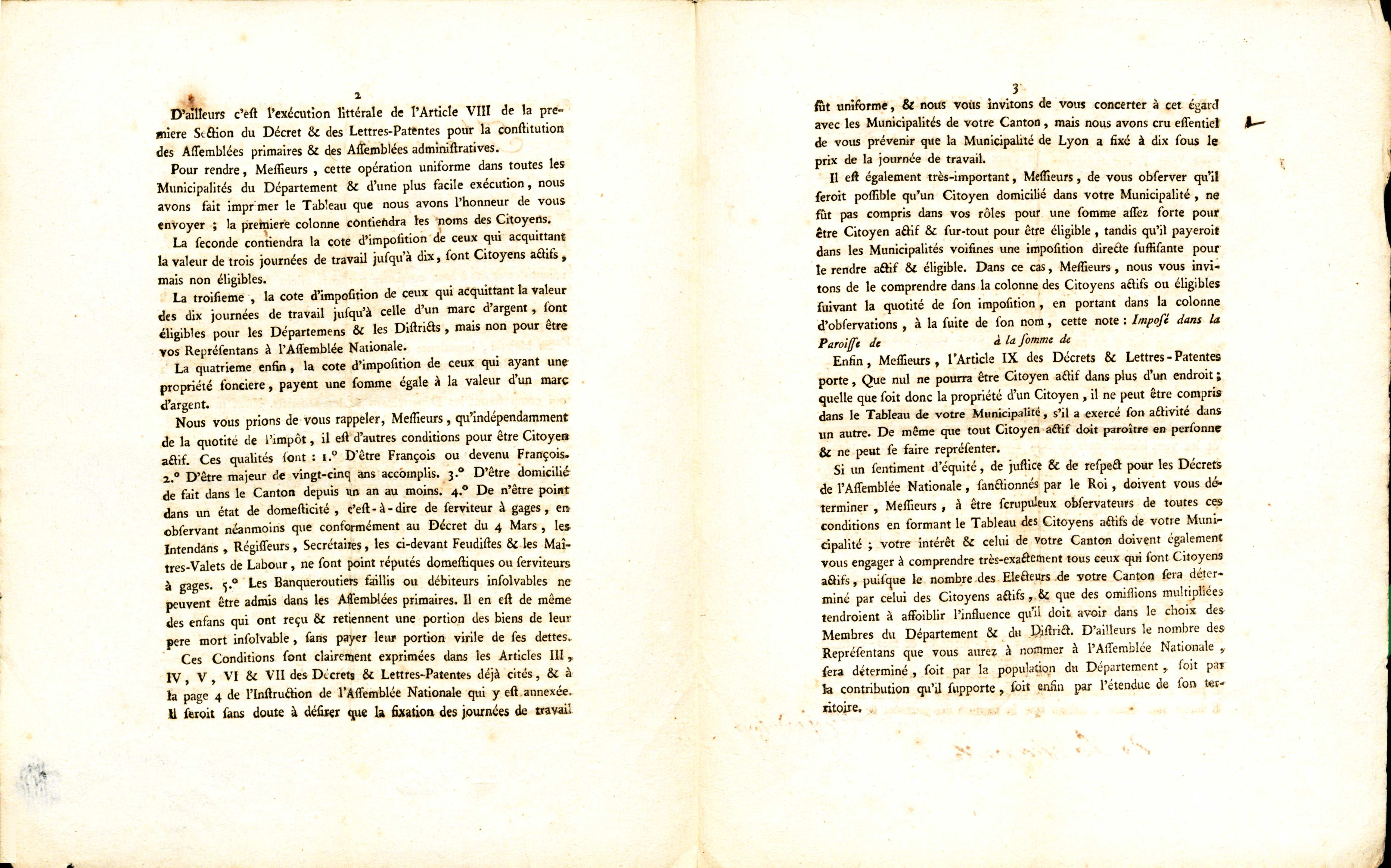
pièce 1L338 - Lettre aux électeurs des commissaires du Roi en Rhône-et-Loire - deuxième partie
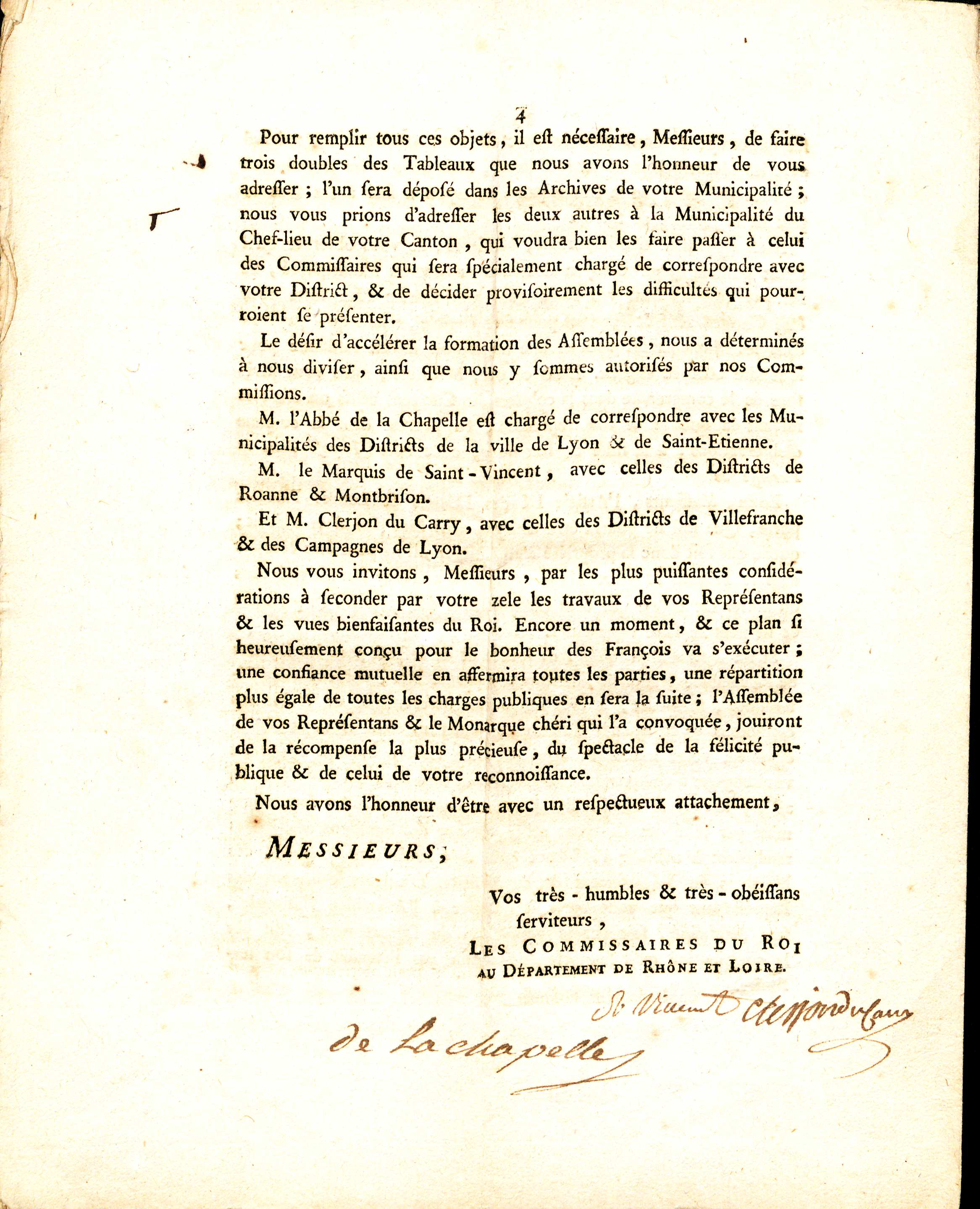
pièce 1L338 - Lettre aux électeurs des commissaires du Roi en Rhône-et-Loire - troisième partie